# 极乐寺 (哈尔滨)
极乐寺位于中国黑龙江省哈尔滨市南岗区，始建于1921年，与长春般若寺、沈阳慈恩寺、营口楞严寺并称为东北四大佛教丛林，为汉族地区佛教全国重点寺院。

## 历史沿革
1921年，由中东铁路护军总司令朱庆澜将军、哈尔滨铁路局稽查局长陈飞青等人发起赞助，由近代高僧天台宗第四十四代祖师倓虚法师创建。
1923年春天开始建设，1924年8月竣工。
文化大革命期间，1966年8月24日，极乐寺被大群红卫兵捣毁，红卫兵给佛像戴上高帽子示众，并将那些无法搬来示众的佛像就地砸毁，红卫兵还勒令僧人们举着“什么佛经 尽放狗屁”的大横幅在寺院门前示众。过程被摄影师李振盛拍摄下来。
1981年，极乐寺及极乐寺塔被确立为第一批黑龙江省文物保护单位。
1983年，经国务院确定为汉族地区佛教全国重点寺院。

## 建筑
极乐寺是黑龙江省最大的佛教建筑群，始建于1921年，1924年完工。主建筑面积5,186平方米，寺院总面积53,500平方米。寺內設有哈爾濱佛學院。1981年，极乐寺与极乐寺塔入选第一批黑龙江省文物保护单位。

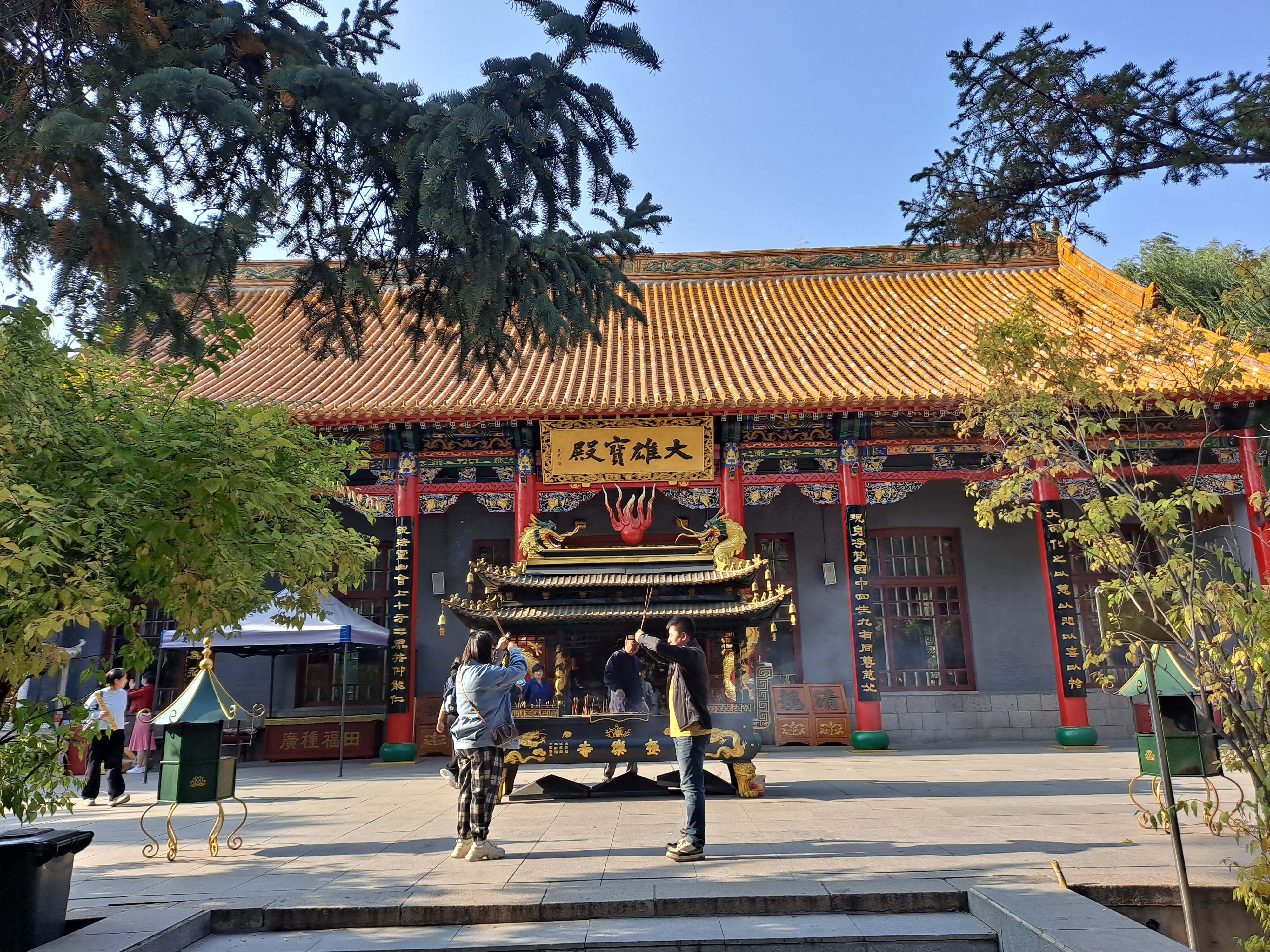
大雄宝殿
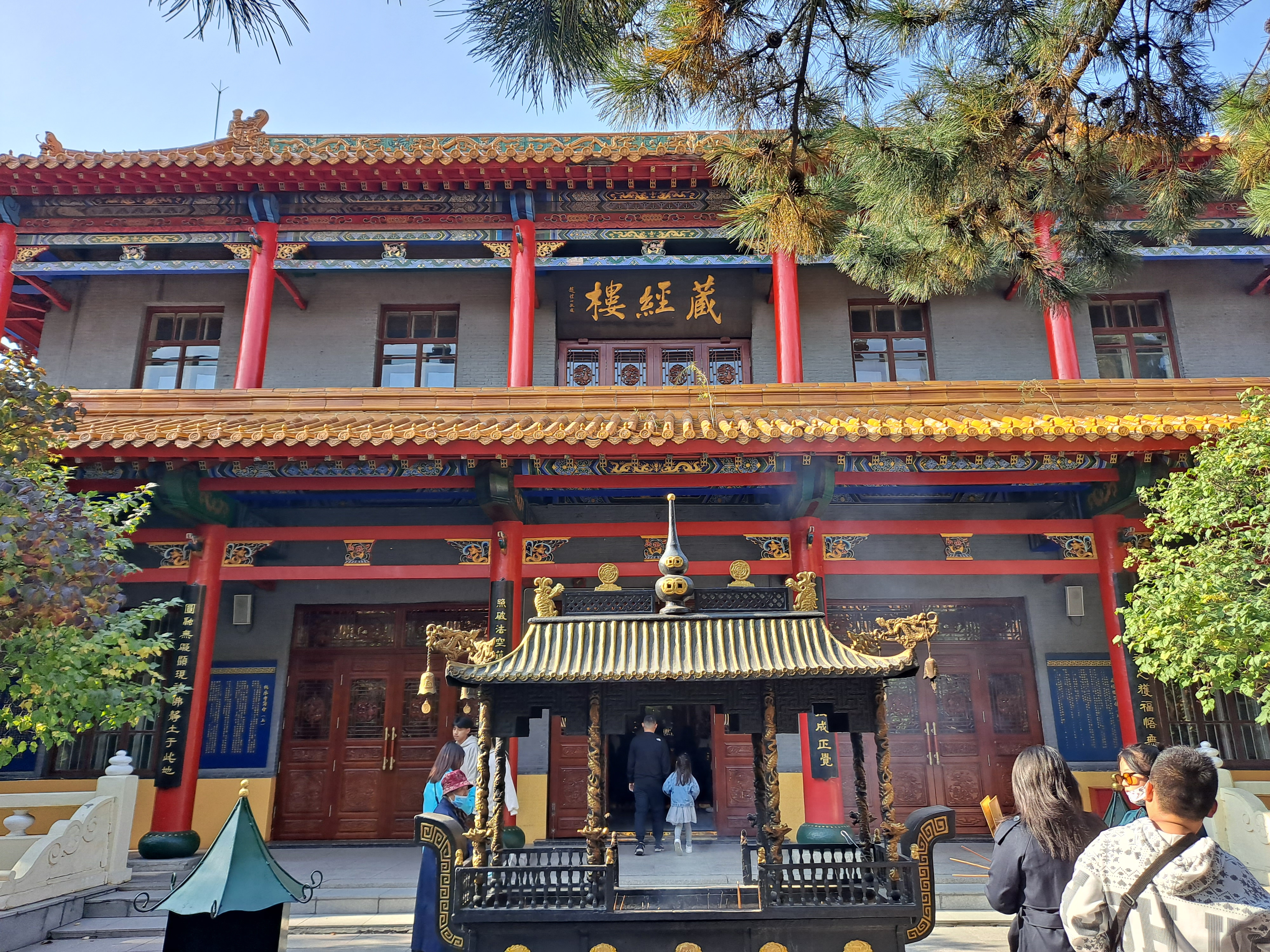
藏经楼
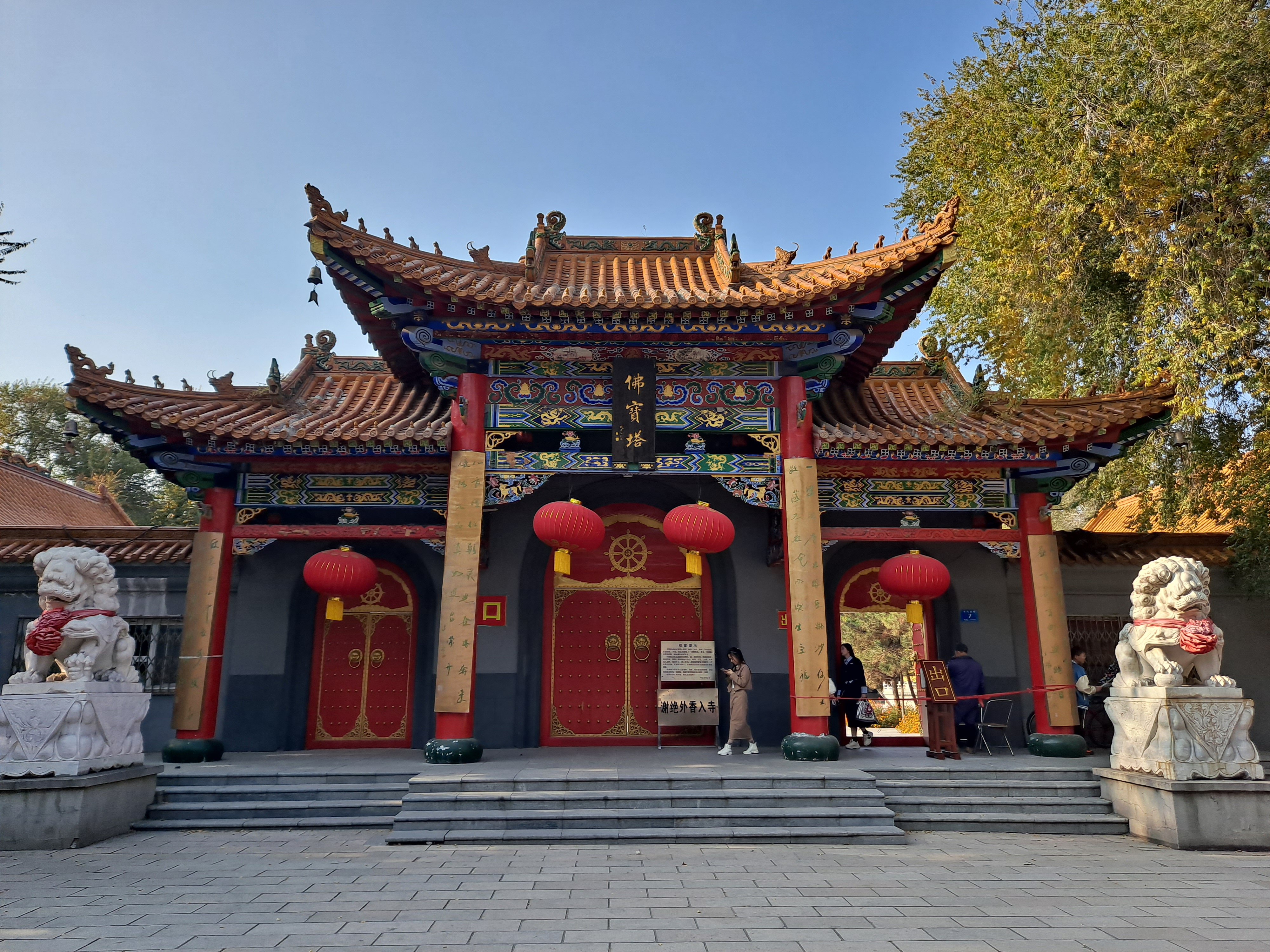
极乐寺塔山门
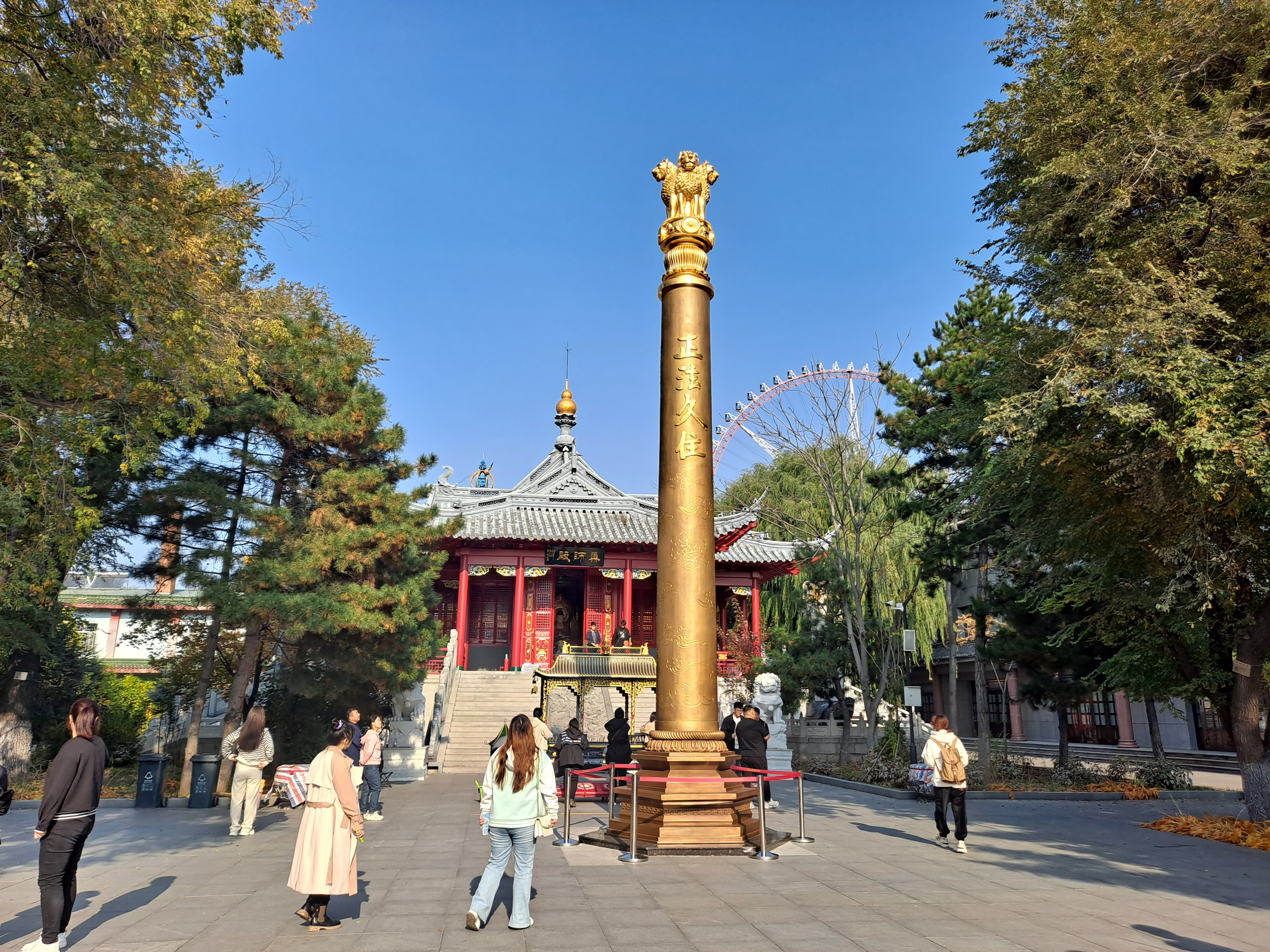
药师殿和阿育王柱
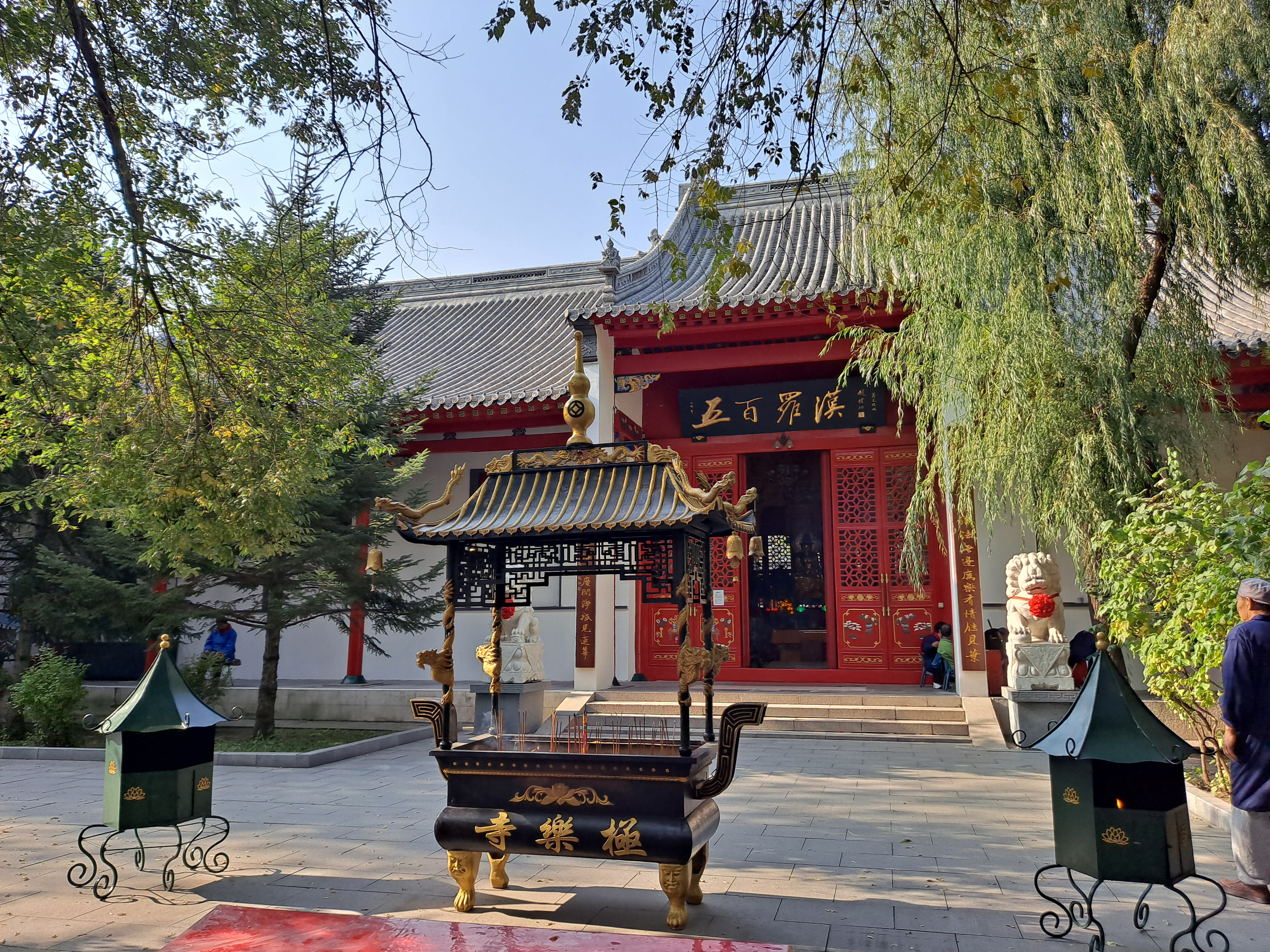
五百罗汉堂
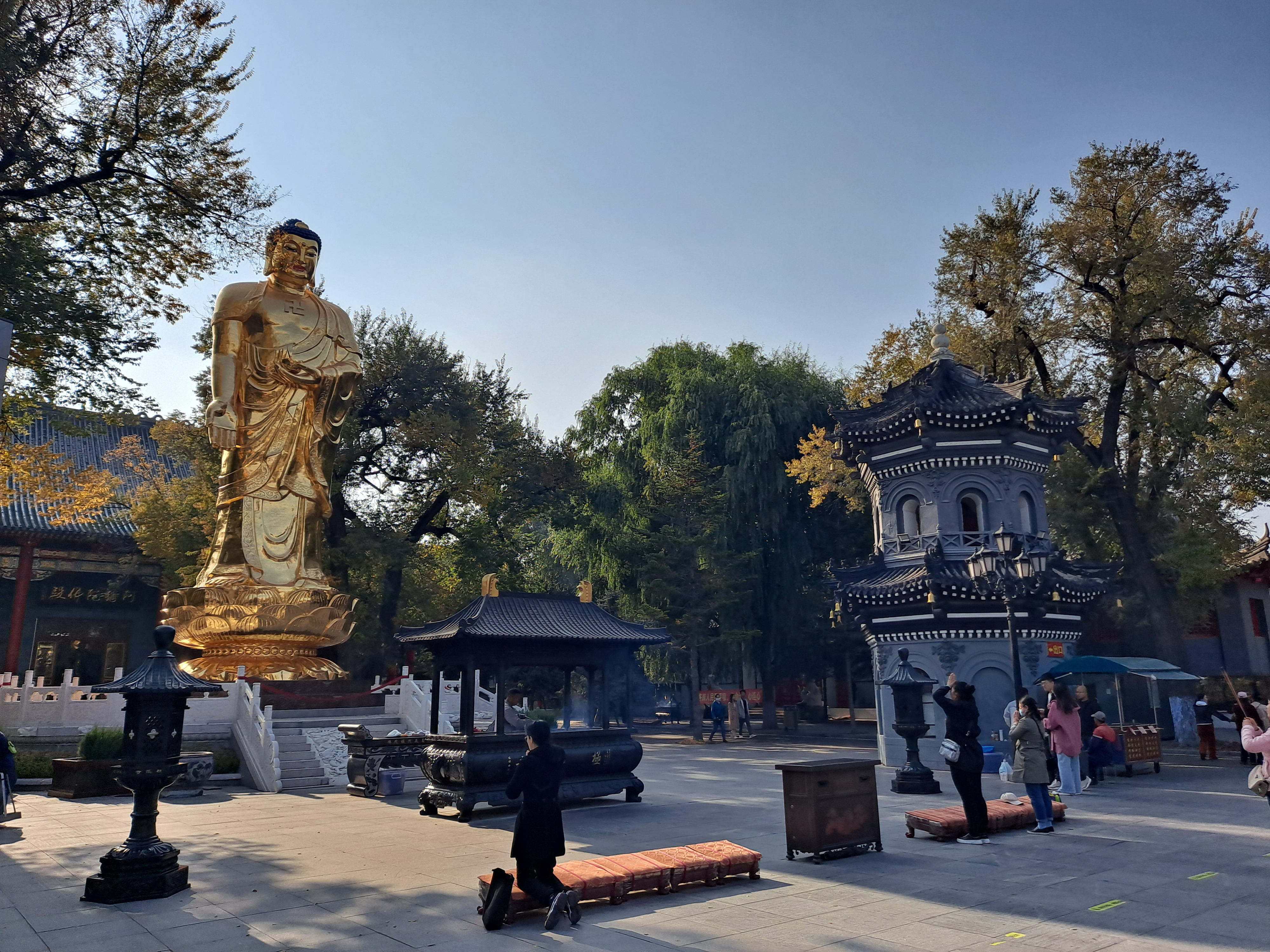
阿弥陀佛殿
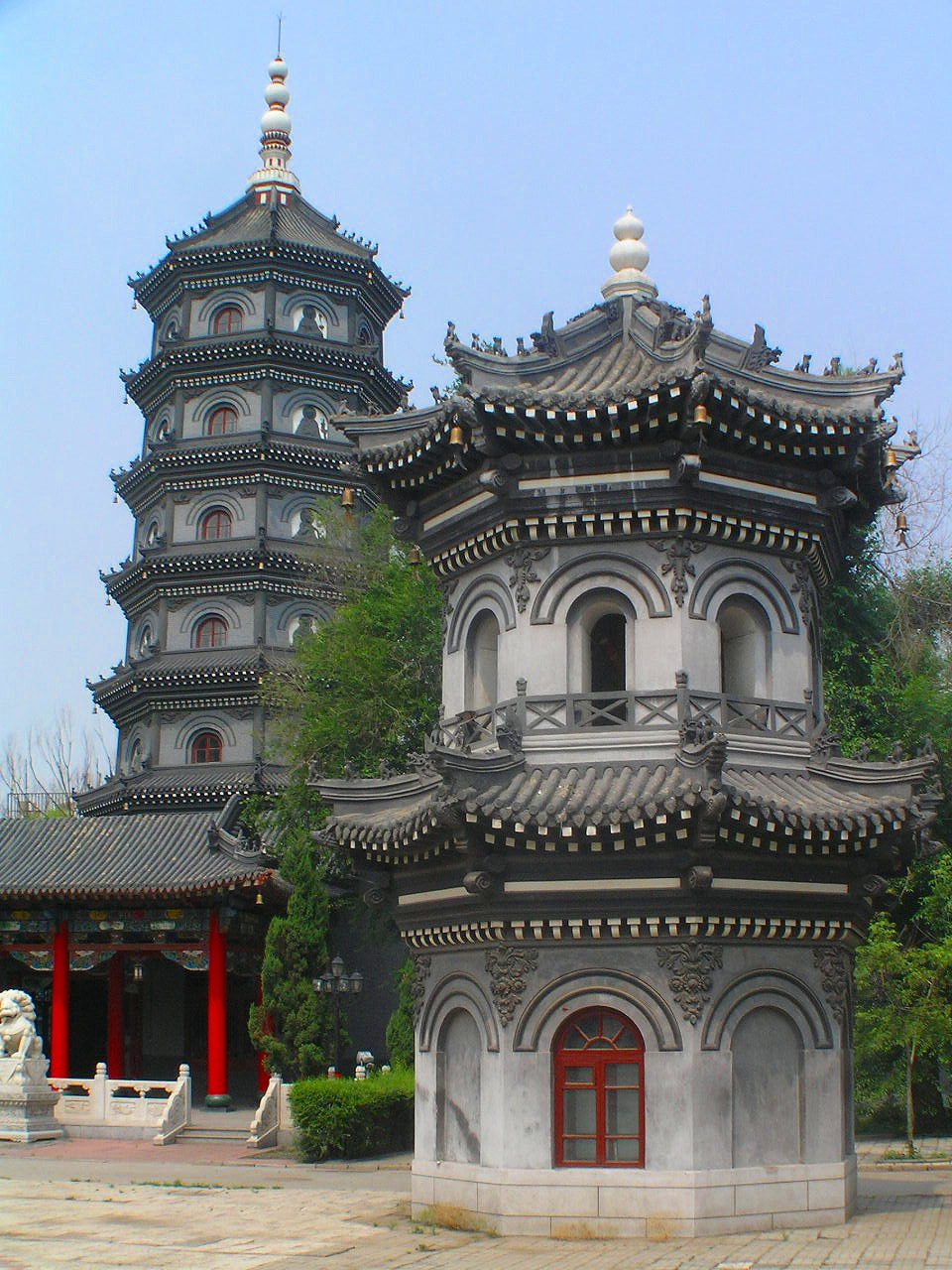
极乐寺塔和八角堂